# ケルシー・チャウ
ケルシー・チャウ（Kelsey Chow, 1991年9月9日 - ）は、アメリカ合衆国出身の女優である 。

## 出演作品
- アメイジング・スパイダーマン
- お兄ちゃんはデンマザー（マティス）
- One Tree Hill
- KING兄弟（ミケイラ）
- スイート・ライフ
- パンクト
- ウインド・リバー
- ファーゴ
- イエローストーン